# Pacem in Terris Award
Der Pacem in Terris Peace and Freedom Award (deutsch: „Frieden-auf-Erden-Auszeichnung“) ist ein katholischer Friedenspreis in den Vereinigten Staaten.
Die Auszeichnung wird seit 1964 jährlich in Erinnerung an die Enzyklika Pacem in terris („Frieden auf Erden“) von Papst Johannes XXIII. vom Bistum Davenport in Iowa verliehen. Ausgezeichnet werden Menschen mit besonderen Engagements für den Frieden und die Gerechtigkeit.
Träger war seit 1976 die „Quad Cities Pacem in Terris Coalition“; seit 2005 besteht die Trägerschaft aus dem Bistum Davenport, die Saint Ambrose University, das Augustana College, den Vereinigten Kirchen der Quad Cities und der Ordensgemeinschaft Sisters of the Holy Humility of Mary.
Die Preisträger Martin Luther King, Mutter Teresa, Erzbischof Desmond Tutu, Mairead Corrigan, Adolfo Maria Pérez Esquivel und Lech Wałęsa wurden auch mit dem Friedensnobelpreis ausgezeichnet.

## Preisträger
- 1964: John Howard Griffin und John F. Kennedy (postum)
- 1965: Martin Luther King
- 1966: Sargent Shriver
- 1967: Asa Philip Randolph
- 1968: Pfarrer James Groppi
- 1969: Saul Alinsky
- 1970–1971: Preis nicht vergeben
- 1972: Dorothy Day
- 1973: Preis nicht vergeben
- 1974: Senator Harold Hughes
- 1975: Dom Hélder Câmara
- 1976: Mutter Teresa
- 1977–1978: Preis nicht vergeben
- 1979: Bischof Thomas Gumbleton
- 1980: Cristal Lee Sutton und Bischof Ernest Leo Unterkoefler
- 1981: Preis nicht vergeben
- 1982: George F. Kennan
- 1983: Helen Caldicott, australische Anti-Atomkraftaktivistin
- 1984: Preis nicht vergeben
- 1985: Kardinal Joseph Bernardin, Erzbischof von Chicago
- 1986: Bischof Maurice John Dingman
- 1987: Erzbischof Desmond Tutu, südafrikanischer Friedensnobelpreisträger
- 1988: Preis nicht vergeben
- 1989: Eileen Egan, walisische Friedensaktivistin
- 1990: Mairead Corrigan, nordirische Friedensnobelpreisträgerin
- 1991: María Julia Hernández, Rechtsanwältin der Bürgerkriegsopfer in El Salvador
- 1992: César Chávez, US-Friedensaktivist mexikanischer Herkunft
- 1993: Pater Daniel Berrigan, US-Friedensaktivist
- 1994: Preis nicht vergeben
- 1995: Pfarrer Jim Wallis, Gründer des Sojourners Magazine
- 1996: Samuel Ruiz García, Bischof von Ciapas, Mexiko
- 1997: Jim und Shelley Douglass, amerikanische Friedensaktivisten
- 1998: Schwester Helen Prejean CSJ
- 1999: Adolfo Maria Pérez Esquivel, argentinischer Friedensnobelpreisträger
- 2000: Monsignore George G. Higgins, Fürsprecher der Arbeiterbewegung und Unterstützer von César Chávez
- 2001: Lech Wałęsa, ehemaliger polnischer Präsident und Friedensnobelpreisträger
- 2002: Gwen Hennessey OSF und Sr. Dorothy Hennessey OSF
- 2003: Preis nicht vergeben
- 2004: Pfarrer Arthur Simon, Begründer von Bread for The World
- 2005: Don Mosley, Mitbegründer von Habitat for Humanity
- 2006: Preis nicht vergeben
- 2007: Bischof Salim Ghazal
- 2008: Monsignore Marvin Mottet
- 2009: Hildegard Goss-Mayr
- 2010: Pater John Dear SJ, Aktivist der Friedensbewegung
- 2011: Álvaro Ramazzini, Bischof von San Marcos, Guatemala
- 2012: Kim Bobo, geschäftsführende Direktorin der Interfaith Worker Justice
- 2013: Jean Vanier, Gründer der Arche (L’Arche)
- 2014: Simone Campbell
- 2015: Thích Nhất Hạnh[1]
- 2016: Pfarrer Gustavo Gutiérrez Merino
- 2017: Widad Akreyi[2]
- 2018: Seine Heiligkeit der Dalai Lama
- 2019: Bischof Munib Younan